# 糸井媛
糸井媛（いといひめ、生没年不詳）は、古代日本の人物。『日本書紀』安寧天皇即位三年紀の第二の一書において、大間宿禰の娘で安寧天皇の皇后とされる。